# ليدي شارلوت بيري
ليدي شارلوت بيري (بالإنجليزية: Lady Charlotte Bury)‏ (28 يناير 1775، لندن في المملكة المتحدة - 1 أبريل 1861، لندن في المملكة المتحدة)؛ كاتِبة وروائية بريطانية.